# Institutum Sapientiæ
Das Institutum Sapientiæ (lat. für Einrichtung der Weisheit) ist eine römisch-katholische Hochschule in Anápolis, Brasilien. Es ist die einzige Hochschule, die vom Orden der Regularkanoniker vom Heiligen Kreuz (kurz Kreuzorden) innerhalb des Engelwerkes betrieben wird.

## Tätigkeit
Das Institutum Sapientiæ bietet Lehrgänge in den Fächern Theologie (vier Jahre) und Philosophie (zwei Jahre) an und unterhält seit 2008 das katholische Priesterseminar Regina Angelorum (Königin der Engel) mit 16 Seminaristen.
Zudem werden Sprachkurse in Latein, Hebräisch und biblischem Griechisch angeboten.

## Geschichte
Das Institutum Sapientiæ wurde am 4. Juli 1983 im Bistum Anápolis nach einer dem Engelwerk von Papst Johannes Paul II. gewährten Audienz gestiftet. Erster Rektor wurde der Moraltheologe Ingo Dollinger, der zugleich Pfarrer von Petersdorf-Alsmoos im Bistum Augsburg war. Der Plan, am 1. April 1987 eine Zweigstelle des Instituts in der Kartause Gaming in Österreich zu eröffnen, scheiterte am Widerstand des St. Pöltner Diözesanbischofs Franz Žak.
Im Mai 1988 kam es zu einem Raubüberfall auf die Niederlassung in Anápolis, bei dem den Räubern große Mengen an Bargeld und Gold sowie eine Pistole aus dem angeschlossenen Kreuzordenskloster in die Hände fielen. Das Engelwerk räumte ein, dass der Überfall stattgefunden hatte, gab aber an, die in einem Bericht der Journalistin Margit Pieber genannte Höhe der Beute sei völlig falsch.
Von 1983 bis 1996 empfingen 60 im Institut ausgebildete Seminaristen ihre Priesterweihen. Am 12. November 1988 wurde dem Institutum Sapientiæ durch ein Dekret der Kongregation für das Katholische Bildungswesen der Hochschulstatus verliehen. Am 16. November 2007 erhielt es während des Pontifikats von Papst Benedikt XVI. die endgültige Anerkennung speziell für die Ausbildung von Priesteramtskandidaten.

## Bekannte Professoren
Bis 2004 war Manuel Pestana Filho, Bischof von Anápolis, als Professor am Institutum Sapientiæ tätig.

## Bekannte Absolventen
- Athanasius Schneider, Weihbischof im Erzbistum Astana

## Pressetätigkeit
Seit dem Jahr 2000 gibt das Institut jährlich die philosophisch-theologische Zeitschrift Sapientia Crucis (Weisheit des Kreuzes) heraus.